# Liga Mayor 1940/41
Die Saison 1940/41 der Liga Mayor war die erste Spielzeit der in Mexiko ursprünglich unter dem Begriff Primera Fuerza eingeführten Fußball-Liga, die erstmals seit der Saison 1919/20 bzw. dem 1921 ausgetragenen Sonderturnier mit der Bezeichnung Campeonato del Centenario wieder Mannschaften aus dem ganzen Land offenstand. In der Zwischenzeit war die Liga auf Teilnehmer aus Mexiko-Stadt begrenzt. Zwischen 1902/03 und 1919/20 nahmen am Betrieb der Liga von außerhalb von Mexiko-Stadt neben Mannschaften aus den damals noch selbständigen Vororten der Hauptstadt, Churubusco und San Pedro de los Pinos, noch der Pachuca Athletic Club aus Pachuca de Soto (in allen Spielzeiten) und die im Bundesstaat Veracruz beheimateten Vereine Orizaba Athletic Club aus Orizaba (Spielzeiten 1902/03 und 1903/04) und der Club España aus der Hafenstadt Veracruz (Saison 1918/19) teil. In der Saison 1940/41 nahm mit der Unión Deportiva Moctezuma erneut ein Verein aus Orizaba teil. In derselben Spielzeit nahm mit der Selección Jalisco erstmals auch eine Auswahlmannschaft teil, die aus den besten Spielern der in Guadalajara beheimateten Vereine gebildet wurde, die allesamt an der Liga de Occidente teilnahmen. Die übrigen sechs Mannschaften waren in Mexiko-Stadt beheimatet und bereits auch in den vorangegangenen Spielzeiten in der Liga vertreten. 

## Abschlusstabelle 1940/41
Die Tabelle weist die Daten gemäß der entsprechenden Spielwertung aus (vgl. Erläuterung zur Kreuztabelle)
| Pl. | Verein       | Sp. | S  | U | N  | Tore    | Diff. | Punkte |
| --- | ------------ | --- | -- | - | -- | ------- | ----- | ------ |
| 1.  | Atlante      | 14  | 11 | 0 | 3  | 048:290 | +19   | 22:60  |
| 2.  | Sel. Jalisco | 14  | 8  | 1 | 5  | 034:290 | +5    | 17:11  |
| 3.  | España       | 14  | 8  | 1 | 5  | 034:300 | +4    | 17:11  |
| 4.  | Necaxa       | 14  | 7  | 2 | 5  | 028:180 | +10   | 16:12  |
| 5.  | Asturias     | 14  | 5  | 2 | 7  | 025:200 | +5    | 12:16  |
| 6.  | Moctezuma    | 14  | 4  | 3 | 7  | 025:370 | −12   | 11:17  |
| 7.  | América      | 14  | 4  | 2 | 8  | 031:370 | −6    | 10:18  |
| 8.  | Marte        | 14  | 3  | 1 | 10 | 022:470 | −25   | 07:21  |

## Kreuztabelle
Die Kreuztabelle stellt die Ergebnisse bzw. Wertungen aller Spiele dieser Saison dar (siehe Anmerkung unterhalb der Kreuztabelle). Die Heimmannschaft ist in der linken Spalte aufgelistet und die Gastmannschaft in der obersten Reihe.
| 1940/41 | 1940/41      | ATE | JAL | ESP | NEC | AST | MOC | AME | MAR |
| 01.     | Atlante      |     | 3:0 | 5:2 | 1:4 | 4:3 | 5:2 | 4:2 | 6:0 |
| 02.     | Sel. Jalisco | 3:6 |     | 5:2 | 3:2 | 0:0 | 5:1 | 1:0 | 4:1 |
| 03.     | España       | 3:5 | 1:0 |     | 2:2 | 1:3 | 3:2 | 5:2 | 2:1 |
| 04.     | Necaxa       | 1:2 | 4:1 | 1:2 |     | 2:0 | 1:0 | 3:0 | 2:0 |
| 05.     | Asturias     | 0:1 | 0:1 | 2:4 | 1:0 |     | 5:0 | 2:1 | 6:1 |
| 06.     | Moctezuma    | 1:2 | 2:1 | 2:1 | 0:0 | 2:1 |     | 4:4 | 1:2 |
| 07.     | América      | 5:2 | 5:6 | 1:3 | 1:2 | 1:0 | 3:3 |     | 5:2 |
| 08.     | Marte        | 3:2 | 0:2 | 1:5 | 5:4 | 2:2 | 4:5 | 0:1 |     |

Die tatsächlichen Ergebnisse der Spiele lauteten wie folgt:
- Asturias vs. Sel. Jalisco 2:1 (am 15. Dezember 1940)
- Asturias vs. Club Atlante 1:1 (am 22. Dezember 1940)
- Club América vs. Asturias 5:5 (am 29. Dezember 1940)